# James V. Hansen
James Vear Hansen (Salt Lake City, 14 agosto 1932 – 14 novembre 2018) è stato un politico statunitense, membro della Camera dei Rappresentanti per lo stato dello Utah dal 1981 al 2003.

## Biografia
Nato a Salt Lake City, dopo il servizio nella marina militare Hansen frequentò l'Università dello Utah e successivamente si dedicò alla politica.
Negli anni settanta fu attivo nella legislatura statale dello Utah con il Partito Repubblicano e nel 1981 approdò al Congresso come deputato alla Camera. Hansen mantenne l'incarico di deputato per ventidue anni, ritirandosi nel 2003.
Nel 2004 si candidò a governatore, ma venne sconfitto nelle primarie repubblicane da Jon Huntsman, Jr., che vinse poi le elezioni.
In seguito Hansen fu uno dei commissari della Base Realignment and Closure Commission del 2005.